# Самарино (Башкортостан)
Самарино (баш. Самарин) — село в Благоварском районе Башкортостана, относится к Благоварскому сельсовету.

## Население
| 2002 | 2009 | 2010 | 2010 |
| ---- | ---- | ---- | ---- |
| 276  | ↘262 | ↗285 | →285 |

Национальный состав
Согласно переписи 2002 года, преобладающие национальности — русские (47 %), башкиры (40 %).

## Географическое положение
Расстояние до:
- районного центра (Языково): 10 км,
- центра сельсовета (Благовар): 5 км,
- ближайшей ж/д станции (Благовар): 6 км.

## Инфраструктура
Оздоровительный лагерь «Солнышко».